# Nuhalna svetlina
Nuhalna (tilnična) svetlina je tekočina, nabrana pod kožo v zatilju nerojenega otroka. Svetlina se imenuje zato, ker je to območje na ultrazvočni sliki svetlejše od okolice. 
Nuhalna svetlina se pri plodu pojavi med 11. in 14. tednom nosečnosti; v tem času se mezgovni sistem in ledvice še razvijajo, zato se tekočina ne more normalno odvajati in se nabira v območju zatilja, kjer je koža zelo raztegljiva. Posledica je nuhalna svetlina, ki jo opazimo z ultrazvokom. Ko se mezgovni sistem popolnoma razvije, svetlina izgine. 
Opazovanje nuhalne svetline je zadnja leta pomembna metoda predrojstvene diagnostike. Na ultrazvočni sliki lahko s povečavo v nuhalni svetlini opazimo določene nepravilnosti, ki kažejo na genske abnormalnosti, zlasti srčne anomalije in Downov sindrom.  

## Merjenje nuhalne svetline
Merjenje nuhalne svetline je presejalni poskus in ne diagnostična metoda. To pomeni, da se pri deležu otrok pojavi lažni negativni izid (čeprav ima plod anomalije, tega preiskava ne pokaže) ali lažni pozitivni izid (pri zdravem plodu preiskava pokaže na anomalije). 
Preiskava nuhalne svetline se ne opravi pri vseh nosečnicah, marveč se lahko zanjo nosečnica prostovoljno odloči in je za nosečnico brezplačna. Preiskava nuhalne svetline je smotrna zlasti pri nosečnicah, za katere velja statistično zvišano tveganje za anomalije pri plodu, na primer pri starejših nosečnicah ali nosečnicah z genskimi boleznimi v sorodstvu.

## Anomalije, ki jih preiskava pokaže
Genske anomalije, na katere kaže zvečana nuhalna svetlina:
- trisomija 10
- trisomija 13
- trisomija 15
- Edwardsov sindrom (trisomija 18)
- Downov sindrom (trisomija 21)
- trisomija 22
- trisomija kromosoma X
- Turnerjev sindrom

Druge anomalije, ki so lahko izražene s povečano nuhalno svetlino:
- srčne napake
- pljučne anomalije
- napake limfnega sistema

## Vrednosti meritev
Pri plodu med 11. in 14. tednom nosečnosti je nuhalna svetlina povprečno velika 1-2,5 mm. Vrednosti višje od 3,0 mm veljajo za povišane, nad 6,0 mm pa močno povišane.
Statistično je kromosomska mutacija prisotna pri 2 od 10 otrok z nuhalno svetlino večjo od 3,0 mm. Nekateri zdravniki svetujejo analizo kromosomov pri svetlini, večji od 2,5 mmm, zlasti zato, ker gre za preiskavo, ki lahko pokaže tudi lažne negativne izide. 
Pogostejši od lažnih negativnih so lažni pozitivni rezulati. Torej preiskava pokaže na anomalije, čeprav je otrok zdrav. Razlog za lažne pozitivne rezultate je često napaka pri merjenju; zdravnik lahko namreč nuhalno svetlino zamenja s plodnikom in izmeri preveliko vrednost.

## Vir
- Simona Čopi. »Nuhalna svetlina in ostali presejalni testi za odkrivanje kromosomopatij v nosečnosti« (PDF). Ginekološko porodniški oddelek, Splošna bolnišnica Murska Sobota. Arhivirano iz prvotnega spletišča (pdf) dne 28. septembra 2007. Pridobljeno 16. maja 2007.

## Spletne povezave
- Skupina 1. »Sindromi avtosomnih kromosomopatij«. Medicinska fakulteta v Mariboru. Arhivirano iz prvotnega spletišča (doc) dne 16. marca 2007. Pridobljeno 20. oktobra 2007.
- Darija Strah. »Povečana nuhalna svetlina ploda in spremenjena kromosomska slika« (HTML). Darija Strah. Pridobljeno 23. marca 2009.[mrtva povezava]
- Darija Strah. »Povečana nuhalna svetlina ploda – kromosomska slika spremenjena: kako naprej v nosečnosti« (HTML). Darija Strah. Pridobljeno 23. marca 2009.[mrtva povezava]